# PRINCE2
PRINCE2 (акроним от Projects In Controlled Environments — проекты в контролируемых средах) представляет собой структурированный метод управления проектами, одобренный правительством Великобритании в качестве стандарта управления проектами в социальной сфере. Методология PRINCE2 включает в себя подходы к менеджменту, контролю и организации проектов.

## История
Метод был разработан в 1989 году Central Computer and Telecommunications Agency (CCTA) в Великобритании как стандарт для руководства проектами в сфере информационных технологий. В настоящее время широко используется и является «de facto» стандартом для руководства проектами в Великобритании.
В 2013 году права на PRINCE2 переданы в AXELOS Ltd, совместное предприятие правительства Великобритании и компании Capita. В настоящее время PRINCE2 — зарегистрированная торговая марка компании AXELOS Limited.

## Описание метода PRINCE2

### Преимущества
PRINCE2 представляет собой структурированный подход к управлению проектами. PRINCE2 описывает процедуры для координации деятельности команды проекта при разработке и контроле над проектом, а также процедуры, которые используются при изменении проекта или если имеются существенные отклонения от первоначального плана. В методе каждый процесс определяется со своими основными входами и выходами, и с конкретными целями и мероприятиями, которые будут осуществляться, что дает автоматический контроль любых отклонений от плана. За счет разделения процессов на управляемые этапы, метод дает возможность эффективного управления ресурсами.

### Недостатки
К недостаткам можно отнести отсутствие какого-либо регламентирования со стороны методологии подходов к управлению контрактами поставок, участниками проекта и прочими процессами, которые были вынесены создателями за рамки. Считается, что каждый менеджер проекта выбирает собственные методы и подходы к подобной работе.

## Обзор метода

### Процессы в концепции PRINCE2
- Начало проекта. Как от начальной идеи проекта (отраженной в мандате на проект) перейти к непосредственно реализации этих идей. Создается организация — минимум назначаются руководитель проекта и Председатель Комитета проекта. Формулируется краткое описание проекта (project brief) и подход к его реализации. Детально планируется стадия запуска проекта.
- Инициация проекта. Производится планирование проекта, включая план качества. Создается экономическое обоснование проекта (Business Case) и открывается журнал рисков, производится оценка рисков проекта. Планируются вехи, точки контроля проекта.
- Управление проектом. Здесь сосредоточены ворота принятия решений Комитетом проекта (в том числе по досрочному завершению проекта) и ситуационное управление по значительным проблемам и отклонениям.
- Контроль стадий. Непосредственная работа руководителя проекта по ежедневному управлению проектом — выдача и приёмка заданий, фиксация сложностей и рисков, принятие решения об эскалации, отчетность перед Комитетом.
- Управление производством продукта. Меры, которые исполнители и рабочие группы должны предпринять для определения объёмов работы, отчеты о прогрессе и передаче выполненной работы.
- Контроль границ стадий. Здесь происходит анализ исполнения плана стадии, промежуточное планирование следующей стадии, запасных планов, обзор рисков и бизнес-плана. Служит для перехода между стадиями.
- Завершение проекта. Как закрыть проект, как управлять последующими действиями, как разбирать обзоры преимуществ проекта.

## Организационная структура
- Менеджер проекта в традиционном понимании.
- Комитет проекта (project board), перед которым регулярно отчитывается менеджер. Состоит из 3х человек — Заказчика, Главного пользователя и Главного специалиста. Совет проекта ответственен за принятие стратегических решений. Менеджер проекта обязан отслеживать возможные проблемы и предлагать совету альтернативные решения. Совет решает, какой путь лучше.
- служба project assurance (аналог проектного офиса), цель которой предоставлять независимое мнение о проекте с точки зрения тех же трех групп людей — заказчиков, пользователей и специалистов (в предметной области). Служба готовит три отчета —
  - business report (отчет о финансовом состоянии проекта и выгодности проекта в целом),
  - user report (насколько хорошо выполняются требования пользователей),
  - technical report (насколько хорош проект в технологическом плане — туда ли он движется).
- Есть служба административной поддержки (администраторы проектов и т. п.), ответственная за проведение встреч, доведение нужной информации до всех её адресатов, сохранение проектной информации и т. п. В случае маленьких проектов это делает менеджер проекта.

## Применение
Активно применяется как государственными органами, так и частными компаниями. В Интернете существует как множество компаний, предоставляющих консалтинговые услуги по PRINCE2, так и организаций, выдающих сертификаты на право предоставлять такие услуги.

## Сертификация
По состоянию на 2018 год существует 4 уровня сертификации специалистов на владение методологией PRINCE2 в области управления проектами:
- PRINCE2 2017 Foundation — подтверждает знание и понимание метода PRINCE2, достаточные для участия в команде управления проектом
- PRINCE2 2017 Practitioner — подтверждает владение методом PRINCE2, достаточное для управления реальным проектом
- PRINCE2 Agile Foundation — подтверждает знание метода PRINCE2 в комбинации с гибкими (agile) методами, достаточное для участия в команде управления проектом
- PRINCE2 Agile Practitioner — подтверждает владение методом PRINCE2 в комбинации с гибкими (agile) методами, достаточное для управления реальным проектом.

## Средства управления проектами
- in-Step PRINCE2 Edition
- P2ware Planner Suite
- PRINCE2 Wiki (русский)
- PRINCE2 Wiki (английский)